# Céline Pitelet
Céline Pitelet, née le 19 mai 1980 en Vendée, est une journaliste française spécialisée dans la présentation de journaux télévisés. 
De 2008 à 2024, elle travaille pour la chaîne de télévision française d'information en continu BFM TV, elle présente sa dernière émission le 22 décembre 2024.

## Biographie

### Origines et études
Née en Vendée, elle arrive à Riom (Auvergne) en 1986, région où elle effectue une partie de ses études. Elle décroche un DEUG LEA à l'Université Blaise-Pascal de Clermont-Ferrand puis un master à l’IUP Info-com de cette même université. En 2003, elle étudie au prestigieux Chelsea and Kensington Collège à Londres. Ce départ à l’étranger lui permet d’obtenir un diplôme de prise de parole en public (Effective public speaking). De retour en France, elle décroche en 2004 un DESS Euromédias à l’Université de Bourgogne de Dijon. En parallèle de ses études, elle effectue diverses chroniques pour Radio Dijon Campus et France Bleu Pays d'Auvergne,,.

### Carrière journalistique
Elle réalise ses premiers pas de journaliste pour RTL puis RMC où elle traite principalement d’économie, de politique et de sport. Cette solide expérience lui permet d'intégrer la rédaction de BFM TV en 2008 où elle se démarque rapidement,,.
Après des apparitions dans l'émission « Non-Stop » durant l'été 2009, elle se voit confier la présentation de « Première édition », la matinale des vacances estivales de 2010.
À partir de la rentrée de septembre 2010, elle officie en tant que présentatrice « joker » sur la chaîne,.
Entre septembre 2011 et juillet 2013, elle présente « Week-end Première » aux côtés de Fabien Crombé, de 6h à 10h,.
De septembre 2013 à juillet 2015, elle présente « Première édition », la nouvelle pré-matinale en duo avec Jean-Rémi Baudot, de 4h30 à 6h du matin du lundi au vendredi. Une nouvelle tranche d'informations en direct ayant pour objectif de permettre à la chaîne d'occuper le terrain et de concurrencer encore davantage les autres radios afin d'être la première à réagir en cas d'évènements importants,,.
Lors de la rentrée de septembre 2015, elle cède sa place de son émission à Céline Moncel et présente les journaux du week-end dans le « Non-Stop Week-end » aux côtés d'Igor Sahiri de 14h à 18h,.
À partir de fin novembre 2016, elle anime en parallèle sur BFM Paris la chronique « Par’Innov », tous les mercredis à 6h20, 7h20 et 8h20.
En septembre 2017, elle prend les commandes en solo de l’émission « 20H Week-end » les vendredis, samedis et dimanches soir. Elle présente cette émission de reportages et d’interviews pendant une saison.
À la rentrée 2018, elle arrive aux manettes de « Week-end Direct », une émission de 2h durant laquelle elle anime en solo les débats sur l’actualité, en pleine crise des gilets jaunes.
En 2020, elle présente une émission de reportages au plus près de la crise du coronavirus, de 21h à 22h puis de 22 h à 0 h, un talk avec des invités pour comprendre tout sur cette crise sans précédent.
À partir du 24 août 2020, elle co-présente avec Damien Gourlet, la tranche du midi-15h, du lundi au vendredi, une émission d'actualité, qui laisse aussi de la place à des chroniques culture, geek et économique.
A la rentrée 2021, elle lance l’émission de fact-checking « 2022 À l’épreuve des faits » en compagnie de Jean-Baptiste Boursier. Elle est chargée d’enquêter et de vérifier les déclarations des candidats à la présidentielle, en collaboration avec la coalition de l’AFP Objectif Désinfox. L’émission est diffusée en direct tous les samedis à 13H.
À partir de fin février 2022, elle se consacre au fact-checking dans le cadre de la guerre en Ukraine.
À partir de janvier 2024, elle hérite à nouveau des tranches infos du week-end de 22h à minuit, en remplacement d'Alice Darfeuille qui anime la tranche 20h30 - 22h en semaine.
Elle quitte la chaine en 2024 et présente sa dernière émission en décembre de la même année, après 15 années passées sur BFM TV.

## Autres activités
Passionnée par tout ce qui touche à l’intuition et au développement personnel, elle crée en avril 2020 un podcast intitulé « Fais Moi Signe... » où elle « tend le micro », une fois par mois, à des personnes dont la vie est bouleversée par une rencontre,,.

## Filmographie

### Série télévisée
- 2020 : Une belle histoire : Journaliste BFM TV (1 épisode).